# The Windmills of Your Mind
The Windmills of Your Mind è una canzone composta dal musicista francese Michel Legrand, ispirato dalla Sinfonia Concertante per violino, viola e orchestra in Mi bemolle maggiore K 364 di Mozart del 1779.
Il testo in inglese è stato scritto da Alan Bergman e Marilyn Bergman, mentre il testo in francese, col titolo di Les moulins de mon cœur, è ad opera di Eddy Marnay; esistono, infine, almeno tre testi in italiano, uno di Paolo Dossena intitolato Una viola nel pensiero e inciso da Dino nel 1969, uno di Herbert Pagani, inciso dallo stesso nel 1969 con il titolo Esaurimento, ed uno di Paolo Jannacci intitolato I mulini dei ricordi ed inciso dal padre nel suo album Come gli aeroplani del 2001.
Nel 1968 una versione con testo in inglese è stata interpretata da Noel Harrison e inserita nella colonna sonora del film Il caso Thomas Crown; la canzone vinse il Premio Oscar come miglior canzone nel 1969 e raggiunse l'ottava posizione nella classifica dei singoli nel Regno Unito. Harrison non poté partecipare alla cerimonia di consegna degli Oscar perché impegnato in Inghilterra nelle riprese del film Take a Girl Like You; a sostituirlo nella performance della canzone fu chiamato José Feliciano, che nello stesso anno aveva pubblicato una cover del brano.

## Cover
Il brano è stato eseguito da un gran numero di artisti internazionali. La cantante inglese Dusty Springfield l'ha incluso nell'album Dusty in Memphis del 1969: la stessa versione è compresa nella colonna sonora del film del 2005 Breakfast on Pluto di Neil Jordan. Il gruppo musicale hard rock Vanilla Fudge ha inoltre interpretato il brano in versione psichedelica nel 1969 nell'album ROCK & ROLL.

Il cantautore britannico Sting ha registrato una nuova versione del brano come lato B del suo singolo Brand New Day. Tale versione è stata adoperata per la colonna sonora del film Gioco a due, remake de Il caso Thomas Crown uscito nelle sale cinematografiche nel 1999.
Più recentemente, l'attrice Eva Mendes ha eseguito una cover della canzone per lo spot pubblicitario di un profumo di Thierry Mugler. Sharleen Spiteri ne ha eseguita una cover nell'album The Movie Songbook del 2010. 
Nel 2013 la versione francese della canzone è cantata fuori campo da una voce femminile priva di accompagnamento musicale, nella lunga sequenza iniziale del film Tom à la ferme, quarto film del regista canadese Xavier Dolan, che è stato presentato in Concorso alla 70ª Mostra internazionale d'arte cinematografica di Venezia dove ha vinto il Premio FIPRESCI.
Nel 2024 per il film francese Libre la regista Mélanie Laurent ha utilizzato la versione in inglese, eseguita da Petula Clark.

## Riconoscimenti
La canzone ha vinto il Premio Oscar per la miglior canzone e il Golden Globe per la migliore canzone originale nel 1969.
Nel 2004 l'American Film Institute ha inserito la canzone al cinquantasettesimo posto della AFI's 100 Years... 100 Songs, la classifica delle cento migliori canzoni statunitensi da film di tutti i tempi.